# Sikulci
Sikuli (lat. Siculi) su bili drevno pleme sa Sicilije po kojima je otok dobio ime, a čije je porijeklo po nekim navodima bilo u središnjoj Italiji, odakle su prognani i prešli u kasnom brončanom dobu na otok, naselivši istočni dio Sicilije. U prilog iseljavanja s Apeninskog poluotoka idu faze italske apeninske kulture identificirane na eolskim otocima. 
Oko 13. stoljeća pr. Kr. Sikulci su potjerali autohtono stanovništvo iz obalnih naselja u brda Sicilije gdje su se mogli bolje braniti od pridošlica. Starogrčki izvori navode kako je kralj Hiblon osnovao grad Megara Hyblea 728. pr. Kr. na rubu svog kraljevstva. 
Sikuli su živjeli u nezavisnim gradovima kao što su Agyrium (Agira); Enna ili Henna (Castrogiovanni); Centuripa ili Centuripae (kasnije nazvan Centorbi, danas Centuripe); Hybla Major; Hybla Minor; Hybla Heraea. Njihovi zapadni susjedi bili su neindoeuropski Elimi i Sicani.
Sikuli su postepen nestali doseljavanjem grčkih kolonista. Njihov najpoznatiji vođa bio je Duketije (Ducetius). Grčka kolonija Sirakuza uništila je Sikulsko kraljevstvo prilikom svog širenja u unutrašnjost i osnovala svoju koloniju Magna Graecija u Akri 664. pr. Kr. Jedino što je ostalo od drevnog naselja je Anaktoronova palača (Palazzo del Principe) i nekropola Pantalica s 5,000 grobnica u malim umjetnim špiljama.